# Баръш Хайта
Баръш Хайта (на турски: Barış Hayta) е турски актьор и певец.

## Биография
Роден е в Адана на 8 март 1979 г. Завършва частното училище за театрално изкуство „Муйдат Гезен“ в Истанбул.
През март 2007 година излиза първият албум „Mesela“ с аранжор Кенан Йълмаз
Като актьор участва в турския сериал „Мелодията на сърцето“, излъчен в България за пръв път през 2009 година по „Нова телевизия“ и „Малката лейди“, излъчван по канал TRT 1 (25 февруари 2011 – 2 март 2012).

## Филмография
- 1995: „Çiçek taksi“ (TV минисериал) – Cengaver
- 2002: „Asmali konak“ (TV сериал) – Hakan Hamzaoglu
- 2004: „All My Children“ (TV минисериал) – Sabri
- 2006: „Felek ne demek“ (TV сериал) – Seyfo
- 2007: „Dudaktan Kalbe“(TV сериал)-Nazim
- 2011: „Beni unutma“ – Burak
- 2011: Küçük hanımefendi -